# تشاندا روبين
تشاندا روبين (بالإنجليزية: Chanda Rubin) مواليد 18 فبراير 1976 في لويزيانا، الولايات المتحدة، هي لاعبة كرة مضرب أمريكية سابقة كانت تلعب باليد اليمنى بدأت مسيرتها كمحترفة سنة 1991. فائزة بـ7 ألقاب ضمن رابطة محترفات كرة المضرب. فازت ببطولة أستراليا المفتوحة في زوجي السيدات مع أرانتشا سانتشيث فيكاريو سنة 1996.

## نهائيات الجراند سلام

### زوجي السيدات (2(1 لقب-1 وصافة)
| اللقب   | السنة | البطولة           | الشريك                  | الخصوم                            | النتيجة       |
| الأبطال | 1996  | أستراليا المفتوحة | أرانتشا سانتشيث فيكاريو | ليندسي دافينبورت ماري جو فرنانديز | 7–5, 2–6, 6–4 |
| الوصافة | 1999  | أمريكا المفتوحة   | ساندرين تستو            | سيرينا ويليامز فينوس ويليامز      | 6–4, 1–6, 4–6 |

## روابط خارجية
- تشاندا روبين على موقع رابطة محترفات التنس (الإنجليزية)
- تشاندا روبين على موقع الاتحاد الدولي لكرة المضرب (الإنجليزية)
- تشاندا روبين على موقع كأس بيلي جين كينغ (الإنجليزية)
- تشاندا روبين على موقع خلاصة التنس.كوم (الإنجليزية)
- تشاندا روبين على موقع إي إس بي إن.كوم (الإنجليزية)
- تشاندا روبين على موقع أوليمبيديا (الإنجليزية)
- تشاندا روبين على موقع قاعة لويزيانا للمشاهير الرياضية (الإنجليزية)